# 塔克·卡森
塔克·斯旺森·麦克尼尔·卡森（英語：Tucker Swanson McNear Carlson，1969年5月16日—），美國保守派政治新聞記者、作家及時事評論員。曾于2016年至2023年主持福克斯新闻频道的夜间政治脱口秀节目《塔克·卡尔森今夜》。自与福克斯新闻解约后，他开始主持《塔克在X》（Tucker on X）和《塔克·卡尔森秀》（The Tucker Carlson Show）。作为美国前总统唐納·川普的支持者，卡尔森被形容为“或许是川普主义最知名的倡导者”，“右翼媒体中最具影响力的声音，且无人能及”，并被认为是白人怨恨政治的重要代表人物。
他撰写了三本书：《政客、党徒与寄生虫》（ Politicians, Partisans, and Parasites）（2003年）、《愚人的方舟》（Ship of Fools）（2018年）和《漫长的下滑》（The Long Slide）（2021年）。
2023年4月，福克斯新闻在未作任何解释的情况下解雇了卡尔森并取消了他的节目。解雇他的决定是由拉克兰·默多克作出的。

## 家庭
卡森在美國加州舊金山出生長大，母親的家族則有瑞士血統。1976年，卡森的父母结束了九年的婚姻，据称婚姻关系已恶化。卡森的父亲获得了他和弟弟的监护权。而在卡森六岁时，母亲离开家庭并搬到法国，两兄弟再也没有见过她。

## 職業生涯
他的媒体从业者生涯开始于1990年代为标准周刊的撰稿。他在2000至2005年间曾经担任CNN的评论员。在2001至2005年间曾担任过Crossfire节目的联席主持人。在2005至2008年间，他在MSNBC主持了自己的同名晚间节目Tucker。2009年，塔克·卡森转投福克斯新闻频道担任政治分析员，并不时以嘉宾主持的身份主持各类节目。

### 福克斯新聞
于2016年起在福斯新聞頻道主持政論節目《塔克·卡尔森今夜》。在2010年，他共同创办了右翼政論網站The Daily Caller并担任資深編輯之一，直至2020年他卖出了所持有的股份并离开了The Daily Caller。
《華盛頓郵報》稱，从2006到2011年，以及2019年至今，卡森不时地在他的节目中「使用各种模棱两可的语言」来发表一些「对种族主义和性别歧视支持的观点」。尽管如此，他的节目在2021年七月份是美国新闻节目中的收视率冠军。

#### 投票系統公司訴福克斯新聞毀謗與卡森的離職
在主權投票系統訴福克斯新聞的誹謗案中原本卡森要被傳召為證人作供，但2023年4月17日雙方在開庭前以福克斯賠償主權投票系統7.87億美元達成庭外和解。卡森雖然避開上庭作證，但其內部發言作為立案證據獲法庭公開，其中包含「我非常討厭他（唐納德·特朗普）」、「特朗普毫無優點」等，完全違背他在鏡頭前高調支持特朗普的立場。2023年4月24日，福克斯新聞單方面宣布卡森不再擔任該公司的總製作人並即時生效。《華爾街日報》的採編認為卡森日益激進的保守主義言論雖然為福克斯新聞吸引了大量觀眾，但同時越來越多的廣告商主動要求不要在卡森節目的時段插播他們的廣告以避免輿論壓力，卡森散播電子投票系統舞弊的陰謀論亦引致福克斯新聞支付高額的和解賠償，這些都可能是福克斯新聞與卡森切斷關係的主要原因。

### 塔克在推特/塔克在X
2023年5月9 日，卡森在他的推特（现为 X）账户上发布视频，宣布他将把自己的节目重新搬到推特平台。在发布这一消息前，卡森的律师向福克斯高管发送了一封信，指控鲁珀特·默多克及其他高级管理人员“故意”违反对他的承诺，这被认为是违反合同的行为，因此他认为自己不应受竞业禁止条款的约束。据报道，福克斯新闻在首期节目播出后向他发出了“停止及终止”函。

### 建立塔克·卡森新聞網
卡森被福克斯新聞開除後，先是在Twitter推出自製節目《Tucker on X》，並於2023年12月11日宣布成立自己的付費流媒體服務平台塔克·卡森新聞網，將提供各種形式的節目，包括訪談、短視頻和獨白，其訂閱費為每月9美元或每年72美元。

#### 专访普京
2024年2月，卡森前往莫斯科采访俄罗斯总统普京，成为俄罗斯入侵乌克兰以来，第一位采访普京本人的西方记者。

## 政治表態
塔克·卡森過往是自由派人士，曾支持美軍出兵伊拉克，後來立場改變，才轉為一位旧保守主义者。他非常高调的反进步主义和反移民，并通常被描述为一位民族主义者，但他表明反對任何形式的種族歧視。他经常在他的节目中宣扬各种与移民、新冠病毒以及2021年美国国会大厦遭冲击事件有关的阴谋论。在2022年俄羅斯入侵烏克蘭的信息战中，他对于美国对俄罗斯行动的阴谋论观点受到亲俄罗斯媒体的广泛引用。例如塔克·卡森聲稱美國在烏克蘭研發生物武器。克里姆林宫曾在一份泄露的备忘录中指示俄罗斯媒体「尽可能使用他的尖锐批评」。塔克·卡森反對拜登政府支持烏克蘭，他還表示烏克蘭並不是一個民主國家。2023年4月26日福克斯新聞宣布卡森離職後，俄羅斯外長拉夫羅夫於聯合國發表感想，指這次事件顯示美國的言論自由正在受到侵蝕。
卡尔森反对推翻叙利亚的巴沙尔·阿萨德政權。2018年杜马化学袭击事件發生後，塔克·卡森表示幕後主使未必是阿薩德，他甚至懷疑這一事件可能都沒發生過。

### 中国
卡森表示，美国总统理查德·尼克松1972年访问中国后，美中关系的正常化带来了意想不到的后果，使美国的情况逐步恶化。他批评篮球明星勒布朗·詹姆斯，因为詹姆斯对休斯敦火箭队总经理达雷尔·莫雷（Daryl Morey）在推特上支持2019-2020年香港抗议活动的言论而发声抱怨，并称前华特迪士尼公司首席执行官鲍勃·艾格为中国共产党的“宣传员”。
2020年11月20日，《纽约时报》报道，史蒂夫·班农和中国商人郭文贵将病毒学家闫丽梦带到美国，以推广“新冠病毒实验室泄漏理论”，该理论认为新冠病毒是在中国的实验室制造并泄漏的。班农和郭文贵安排闫丽梦在卡森的节目中亮相，以宣传这一理论。卡森后来表示，他并不认同她的观点。然而，他仍然在节目中再次邀请她出席。
2021年8月3日，卡森在福克斯新闻节目里批评《纽约时报》涉嫌接受中国政府的资金，暗示这种财务关系影响了该报的报道。卡森认为，这损害了该报的新闻公正性，并导致其报道倾向于迎合北京的利益。